# Fietssnelweg F411
De F411 is een fietssnelweg in Vlaanderen. De fietssnelweg loopt van Sint-Niklaas naar de Nederlandse grens bij De Klinge, in de richting van Hulst. De route loopt quasi volledig over de voormalige spoorbedding van spoorlijn 54. Verwijzend naar dat verleden wordt het ook wel eens de Mechelen-Terneuzenwegel genoemd.

## Traject
De fietssnelweg F411 begint in Sint-Niklaas, ter hoogte van het station. In Sint-Niklaas zijn er aansluitingen op de fietssnelwegen F4 (Antwerpen-Gent), F18 (Sint-Niklaas-Mechelen) en F43 (Sint-Niklaas-Dendermonde). Het traject loopt verder in de richting van het noorden, via de Clementwijk. Ter hoogte van Sint-Gillis-Waas kruist de fietssnelweg de F41 (Gentse haven - Antwerpse haven). Na de kruising met de E34 bereikt de fietssnelweg 't Kalf, waarna het tracé verder loopt langs het natuurgebied Stropersbos en De Klinge. Bij De Klinge wordt de grens met Nederland bereikt.

## Gebruik
In 2021 was de F411 de meest gebruikte fietsroute op het grondgebied van de stad Sint-Niklaas.